# Kazimierz Kulwieć
Kazimierz Jakub Kulwieć (ur. 1 maja 1871 w Turbiszkach, pow. kalwaryjski, zm. 14 lutego 1943 pod Archangielskiem) – polski przyrodnik i krajoznawca. Był dziadkiem Grażyny Strumiłło-Miłosz.

## Życiorys
Syn Wincentego i Leonii z Pawłowskich. Ojciec Kazimierza Kulwiecia posiadał majątek Kulwy i Staszańce w okolicach Kowna. na Litwie, jednak za udział w powstaniu styczniowym utracił swoje dobra został skazany na katorgę. Po sześciu latach powrócił, ale z zakazem osiedlenia się 
na Litwie. Wydzierżawił majątek Turbiszki w powiecie kalwaryjskim. Absolwent suwalskiego gimnazjum. W 1897 roku ukończył studia przyrodnicze na Cesarskim Uniwersytecie Warszawskim ze stopniem kandydata nauk przyrodniczych. 25 sierpnia 1898 w Suwałkach poślubił Julię Stankiewicz córkę Józefa Marcina (1845–1890), notariusza, i Teresy 
ze Staniszewskich (1852– 1909). Mieli dwóch synów: Stanisława (13 VII 1901 – 1945 Mittelbau-Dora), Zbigniewa (ur. 31 VIII 1904 – 1940), zamordowanego w Charkowie i córkę Wandę (1899–1991), zamężną z Bronisławem Strumiłłą. Rozpoczął pracę badacza flory i fauny, a teren jego badań był bardzo rozległy, od obszaru Morza Śródziemnego po Archangielsk. Z przyrodnikami Kazimierzem Czerwińskim i Romualdem Minkiewiczem przyjeżdżał w latach 1901–1903 nad Wigry. W 1903 dokonali oni „szeregu systematycznych pomiarów głębokości jezior należących do systematu wigierskiego”. Relacje z pobytów i wyniki badań zamieścił Kulwieć w czasopiśmie „Wszechświat” (1902 nr 21-23) i „Pamiętnik Fizjograficzny” (1904 t. XVIII) (obecnie Nowy Pamiętnik Fizjograficzny).
Z inicjatywy Kulwiecia oraz m.in. Aleksandra Janowskiego powstało w roku 1906 Polskie Towarzystwo Krajoznawcze. W 1910 roku pod redakcją Kulwiecia zaczął wychodzić organ PTK – „Ziemia”. Był członkiem Zarządu Głównego Polskiej Macierzy Szkolnej w 1908 roku. W 1907 został dyrektorem siedmioklasowej Żeńskiej Szkoły Handlowej Teodory Raczkowskiej, gdzie uczył przyrody.
W 1915 roku wyjechał na badania naukowe na Polesie i Nowogródek. W latach 1915–1918 pełnił obowiązki dyrektora gimnazjum polskiego. Po powrocie do kraju utworzył gimnazjum w Warszawie. Po wojnie bolszewickiej kupił majątek Rusocin (nad Świtezią, w granicach obecnej Białorusi). W latach dwudziestych XX wieku zabiegał o uruchomienie placówki krajoznawczej nad Wigrami. W 1929 oddano do użytku w Starym Folwarku schronisko PTK, którego patronem został Kazimierz Kulwieć. w 1927 został członkiem honorowym Polskiego Towarzystwa Krajoznawczego (PTKraj.).
W 1929 zamieszkał w Toruniu przy ul. Rybaki 27/29. Od czerwca 1935 roku, przez jedną kadencję, pełnił funkcję prezesa toruńskiego Zarządu Oddziału Pomorskiego Ligi Ochrony Przyrody.
W 1937 otrzymał Złoty Krzyż Zasługi.
Po agresjji ZSRR na Polskę został w 1940 z córką Wandą Strumiłło i jej córkami deportowany do strefy przypolarnej Syberii w obwodzie archangielskim, gdzie badał florę i faunę tajgi.
Kazimierz Kulwieć zmarł na obczyźnie 14 lutego 1943 roku. Pozostał po nim olbrzymi dorobek krajoznawczy (publikacje, fotografie) i pedagogiczny. Nie można było przewieźć go do Polski i rękopis córka Wanda z Kulwieciów-Strumiłłowa (1899–1991) musiała zniszczyć.